# Ґрубце
Ґрубце (пол. Gróbce, нім. Grobing) — село в Польщі, у гміні Влоцлавек Влоцлавського повіту Куявсько-Поморського воєводства.
Населення — 117 осіб (2011).
У 1975-1998 роках село належало до Влоцлавського воєводства.

## Демографія
Демографічна структура станом на 31 березня 2011 року:
|          | Загалом | Допрацездатний вік | Працездатний вік | Постпрацездатний вік |
| -------- | ------- | ------------------ | ---------------- | -------------------- |
| Чоловіки | 55      | 10                 | 40               | 5                    |
| Жінки    | 62      | 15                 | 28               | 19                   |
| Разом    | 117     | 25                 | 68               | 24                   |